# Bach aus dem Eiwald
Der Bach aus dem Eiwald ist unter zwei Kilometer lang und fließt ostwärts im Gemeindegebiet von Adelmannsfelden im Ostalbkreis im östlichen Baden-Württemberg. Er mündet beim Wohnplatz Hirschberg von links und Westen in die oberste Bühler.

## Bezeichnung
Das Gewässer ist auf der amtlichen Gewässerkarte wie auf der topographischen Karte ohne Eigennamen eingezeichnet.

## Geographie

### Verlauf
Der Bach entsteht auf etwa 452 m ü. NHN rund 1,3 km westlich von Hirschberg im Eiwald. Er fließt durchwegs mit kleinen Richtungsschwankungen und mit mäßigem Gefälle in einer vergleichsweise weiten Talmulde ostwärts. Am oberen Lauf ist er unbeständig, später laufen dem wenig wasserreichen Bach mehrfach von links kurze Quellgerinne zu. Er ist dort etwa halbmeterbreit, das Sohlensediement ist sandig.
Kurz vor Hirschberg öffnet sich der linke Talhang, der Bach speist dann drei direkt aufeinanderfolgende Teiche von zusammen unter 0,3 ha, an denen er in einem Graben links vorbeigeführt wird. Dann fließt ihm von Südsüdwesten her sein rechter Oberlauf zu, der ähnlich lang ist wie der linke und sogar ein etwas größeres Einzugsgebiet beiträgt. Ab diesem Zusammenfluss lässt der Bach auf etwa 419 m ü. NHN zu Füßen des auf dem linken Mündungssporn liegenden Wohnplatzes Hirschberg den Eiwald hinter sich.
Nun fließt er etwa zwei Meter breit und tief in die Talaue eingegraben neben einem Sträßchen und von einer Gehölzgalerie begleitet noch knapp zweihundert Meter neben einer Wiese am rechten Ufer ostwärts, weiterhin mit Sand auf dem Grund. Auf etwa 415 m ü. NHN mündet er schließlich gegenüber dem Adelmannsfeldener Wohnplatz Rams, nach 1,6 km langem Lauf mit mittlerem Sohlgefälle von rund 23 ‰ auf etwa 415 m ü. NHN und damit etwa 37 Höhenmeter unterhalb seines Laufbeginns von links in die obere Bühler.
Das Wasser des Baches ist wenigstens bis Hirschberg sehr nährstoffarm und kalkhaltig, wie die vorkommende Artenflora bzw. Kalksinter beim ersten der Teichausläufe anzeigen.

### Einzugsgebiet
Der Bach aus dem Eiwald hat ein etwa 1,7 km² großes Einzugsgebiet, das naturräumlich gesehen zur Gänze im Unterraum Sulzbacher Wald des Waldgebietes am Mittleren Kocher der Schwäbisch-Fränkischen Waldberge liegt. Die höchsten Erhebungen, die beide etwa 478 m ü. NHN erreichen, stehen an der westlichen und der südlichen Wasserscheide. Zu über 95 % ist das Gebiet mit Wald bestanden, die offenen Anteile bestehen aus meist am Hang liegenden Wiesen um Hirschberg mündungsnah im Osten und aus einer Flurbucht der Gemeinde Bühlerzell mit einem Acker im Nordwesten.
Reihum grenzen die Einzugsgebiete der folgenden Nachbargewässer an:
- Im Nordwesten läuft der Scheffelbach weiter abwärts zur Bühler;
- im Nordosten tut dies der nur wenige Schritte aufwärts von diesem mündende Bach vom Hungerberg;
- im Südosten konkurriert der nunmehr aufwärts des Bachs aus dem Eiwald bei Bühler mündende Steinbach;
- im Südwesten liegt das oberste Einzugsgebiet des Rötenbachs, der zum Kocher läuft.

Über 90 % des Einzugsgebietes gehören zur Gemeinde Adelmannsfelden im Ostalbkreis, der restliche Teil von ihm im Nordwesten mit dem und um den genannten Acker zur Gemeinde Bühlerzell im Landkreis Schwäbisch Hall. Besiedlung gibt es nur nahe der Mündung, dort stehen ein halbes Dutzend Häuser des Adelmannsfelder Wohnplatzes Hirschberg an der Wasserscheide zur abwärtigen Bühler.

### Zuflüsse und Seen
Hierarchische Liste der Zuflüsse und  Seen, jeweils von der Quelle zur Mündung. Gewässerlänge, Seefläche, Einzugsgebiet und Höhe nach den entsprechenden Layern auf der Onlinekarte der LUBW. Andere Quellen für die Angaben sind vermerkt.
Ursprung des Bachs aus dem Eiwald auf etwa 452 m ü. NHN im Eiwald etwa 1,3 km westlich des Wohnplatzes Hirschberg der Gemeinde Adelmannsfelden und ca. 0,8 km südlich des Weilers Steinenbühl der Nachbargemeinde Bühlerzell. Der Bach fließt, anfangs mit unbeständigem Durchfluss, mit nur kleinen Richtungswechseln in östlicher Richtung. 
- Passiert auf Höhen um 420 m ü. NHN am Waldrand unterhalb von Hirschberg drei dicht aufeinanderfolgende Teiche am rechten Ufer, zusammen unter 0,3 ha.
- (Anderer Oberlauf), von links und Westsüdwesten auf etwa 419 m ü. NHN am Eiwaldrand gegenüber Hirschberg, 1,4 km und ca. 0,9 km². Entsteht auf etwa 452 m ü. NHN etwa 0,1 km südlich der zentralen West-Ost-Waldwegachse durch den Eiwald. Am Oberlauf unbeständiger Durchfluss.
  - (Anderer Quellast), von rechts und Südwesten auf etwa 443 m ü. NHN nach dem ersten Laufdrittel, ca. 0,5 km[LUBW 6] und über 0,2 km². Entsteht auf etwa 468 m ü. NHN an der Waldstraße von der Eiwaldhütte in Richtung Hirschberg. Durchweg unbeständiger Durchfluss.

Mündung des Bachs aus dem Eiwald von links und Westen auf etwa 415 m ü. NHN ca. 0,2 km östlich von Hirschberg und gegenüber dem Wohnplatz Rams von Adelmannsfelden in die obere Bühler. Der Bach ist 1,6 km lang und hat ein ca. 1,7 km² großes Einzugsgebiet.

## Geologie
Die drei Wasserläufe des kleinen Bachsystems im Eiwald fließen im Keuper. Sie entspringen im Stubensandstein (Löwenstein-Formation), in dem auch der überwiegende Teil des Einzugsgebietes liegt. Die zwei Hauptäste schneiden sich erst am Unterlauf in die Oberen Bunten Mergeln (Mainhardt-Formation) und erst kurz vor dem Waldaustritt in den Kieselsandstein (Hassberge-Formation) ein, in dessen Schichthöhe der vereinte Bach dann auch mündet.
Diese mesozoischen Schichten sind oft durch viel jüngere quartäre überlagert, nämlich durch Schwemmlandbänder längs der drei Läufe, die im Bereich der Oberläufe teils recht breit sind. Zwischen den beiden Quellästen des rechten Oberlaufs und auf der Wasserscheide zum Steinbach im Süden liegen Inseln Goldshöfer Sande, abgelagert im Pleistozän, als die obere Bühler noch in Gegenrichtung zur Urbrenz entwässerte. Der vereinte Bach durchquert zuallerletzt das in den Kieselsandstein eingelagerte Auenlehmband um die Bühler.

## Schutzgebiete
Der nur geringe Offenlandanteil östlich und südlich von Hirschberg am Bühlertalrand liegt im Landschaftsschutzgebiet Oberes Bühlertal und Umgebung, das gesamte Gebiet im Naturpark Schwäbisch-Fränkischer Wald.

### LUBW
Amtliche Online-Gewässerkarte mit passendem Ausschnitt und den hier benutzten Layern: Lauf und Einzugsgebiet des Bachs aus dem Eiwald

Allgemeiner Einstieg ohne Voreinstellungen und Layer: Daten- und Kartendienst der Landesanstalt für Umwelt Baden-Württemberg (LUBW) (Hinweise)
1. 1 2 3 4  Höhe nach dem Höhenlinienbild auf dem Hintergrundlayer Topographische Karte.
2. 1 2  Länge nach dem Layer Gewässernetz (AWGN).
3. 1 2  Einzugsgebiet abgemessen auf dem Hintergrundlayer Topographische Karte.
4. ↑  Natur teilweise nach dem Layer Geschützte Biotope.
5. ↑  Seefläche nach dem Layer Stehende Gewässer.
6. ↑  Länge abgemessen auf dem Hintergrundlayer Topographische Karte.
7. ↑  Schutzgebiete nach den einschlägigen Layern.

### Andere Belege
1. ↑  Hansjörg Dongus: Geographische Landesaufnahme: Die naturräumlichen Einheiten auf Blatt 171 Göppingen. Bundesanstalt für Landeskunde, Bad Godesberg 1961. → Online-Karte (PDF; 4,3 MB)
2. ↑  Geologie nach den Layern zu Geologische Karte 1:50.000 auf: Mapserver des Landesamtes für Geologie, Rohstoffe und Bergbau (LGRB) (Hinweise)